# Universidad de Hong Kong
La Universidad de Hong Kong (o simplemente HKU, chino tradicional: 香港大學) es la institución más antigua de educación superior en Hong Kong. Su lema es "Sapientia et virtus" en latín, que significa "la sabiduría y la virtud", "明德格物" en chino. El idioma oficial de enseñanza es el Inglés.
La Universidad es según Quacquarelli Symonds una "universidad de investigación comprensiva de clase mundial" y ocupó el puesto 24 en el 2009 THES - QS World University Rankings, por lo que es la 2.ª en Asia (después de la Universidad de Tokio). En 2009, fue clasificada como la 1 ª en las universidades asiáticas por Quacquarelli Symonds. HKU también se incluyó en el ranking del 2006 de Newsweek de las 100 mejores universidades mundiales.

## Historia
Diciembre 1916: primera congregación
La Universidad se estableció oficialmente en 1911 y tuvo su ceremonia de apertura en 1912. Mientras Frederick Lugard consideró que la sociedad china en el momento no se adaptaba a ideales como el comunismo, la Universidad originalmente emuló a la Universidad de Mánchester, haciendo hincapié en las ciencias sobre las humanidades. Se inició con sólo una Facultad de Medicina, que había evolucionado de la universidad de medicina Hong Kong. [6] Sin embargo, dentro de un año las Facultades de Ingeniería y Artes (que no ofrecen grados en sociología ni filosofía ) fueron establecidas. En diciembre de 1916, la Universidad celebró su primera congregación, con 23 egresados y 5 graduados de honor.
Después de la Segunda Guerra Mundial, la Universidad volvió a abrir y se sometió a la evolución estructural de los esfuerzos de reconstrucción posguerra, requiriendo una mayor inversión en derecho y ciencias sociales. La Facultad de Ciencias Sociales se creó en 1967 y el Departamento de Derecho en 1969. La población estudiantil en 1961 fue de 2.000, cuatro veces más que en 1941.
En 1982, se creó la Facultad de Odontología, con sede en el hospital dental Prince Philip. Que sigue siendo hoy en día la única facultad para la formación del profesorado en odontología de Hong Kong. En 1984, la Escuela de Arquitectura pasó a ser plenamente una facultad, y en el mismo año una Facultad de Derecho fue creada. La Facultad de Ciencias Económicas y Empresariales se creó en el 2001 como la décima facultad de la Universidad y la más joven.
Después de 1989, el gobierno de Hong Kong comenzó a hacer hincapié en la educación local terciaria (大專), conservando muchos estudiantes locales que habrían estudiado en el extranjero como el Reino Unido. En preparación para la transferencia de la soberanía de Hong Kong de 1997, aumento considerablemente plazas de alumnos y variedad en los cursos. En consecuencia, la población estudiantil del 2001 había crecido a 14.300 y los cursos de doctorado en oferta a más de cien.
HKU ha alimentado el mayor número de estudiantes de postgrado de investigación en Hong Kong, que constituyen aproximadamente el 10% de la población estudiantil total. Las diez facultades y departamentos proporcionan enseñanza y supervisión para los estudiantes de investigación (maestría y doctorado) con la administración realizada por la Escuela de Graduados. Debido a este énfasis en la investigación, incluyendo los esfuerzos exitosos durante la crisis del SRAS en 2003, muchos laboratorios de la Universidad han obtenido la condición de "State Key Laboratory" (中華人民共和國國家重點實驗室).
2001: 90º aniversario
El año 2001 marcó el 90 aniversario de HKU. Fue publicado el Growing with Hong Kong: HKU and its Graduates - The First 90 Years por la Editorial de la Universidad en el 2002 como un estudio sobre el impacto de los titulados de HKU en diferentes campos de Hong Kong.
2006: cambio de nombre de la Facultad de Medicina

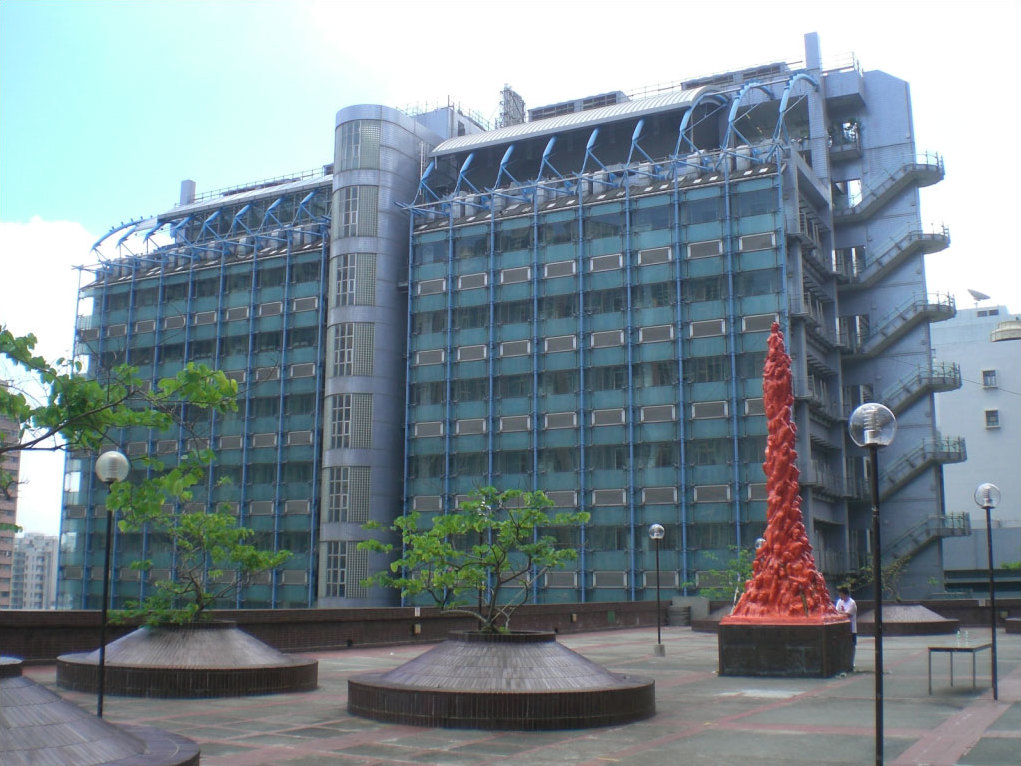

En enero de 2006, a pesar de protestas de algunos alumnos y exalumnos, la Facultad de Medicina fue renombrada como la Facultad de medicina Li Ka Shing "como un reconocimiento de la generosidad" del Sr. Li Ka-Shing y su Fundación, que se comprometieron a apoyar con HK$ 1 mil millones de dólares para del desarrollo de la "Universidad en general, así como para la investigación y las actividades académicas en la medicina".

#### 2015 interferencias políticas
El Consejo de la UHK saltó a los titulares en 2015 por supuestas injerencias políticas tras el proceso de selección de un nuevo pro-vicerrector. Un comité de selección recomendó por unanimidad al consejo nombrar a Johannes Chan para el puesto, que implicaba la responsabilidad de personal y recursos, y que llevaba vacante cinco años. Chan, antiguo decano de la Facultad de Derecho, era un distinguido académico en derecho constitucional y derechos humanos y "un crítico vocal en temas de reforma política de Hong Kong".  Debido a su postura política liberal, Chan fue duramente criticado por los medios de comunicación controlados por el Partido Comunista, entre ellos Wen Wei Po, Ta Kung Pao, y Global Times, que en conjunto publicaron al menos 350 artículos atacándole. 
Habitualmente, el Consejo de la UHK acepta las recomendaciones de los comités de búsqueda de altos cargos, sin que ninguna recomendación anterior haya sido rechazada por el consejo. El consejo fue criticado cuando retrasó la decisión de nombrar a Chan, afirmando que debía esperar hasta que hubiera un nuevo rector. Finalmente, en septiembre de 2015, el consejo rechazó el nombramiento de Chan (12 votos a favor y ocho en contra) mediante una votación anónima en una reunión a puerta cerrada, sin proporcionar ninguna razón para la decisión.Se sospechó ampliamente de la interferencia política y se criticó la opacidad del consejo. 
La decisión se considera en general un acto de represalia progubernamental contra "líderes y participantes prodemocráticos" y un golpe a la libertad académica.Seis miembros del consejo son nombrados directamente por el Jefe del Ejecutivo de Hong Kong, que ejerce de canciller de todas las instituciones terciarias financiadas con fondos públicos del territorio.  Cinco miembros son delegados en la Asamblea Popular Nacional de Pekín y, como tales, están obligados a seguir la línea del Partido Comunista o corren el riesgo de ser expulsados.  En la composición general del Consejo, los estudiantes y el personal de la universidad son superados en número por miembros ajenos a la universidad.
La decisión fue condenada por grupos de estudiantes, entre ellos la Unión de Estudiantes de la Universidad de Hong Kong y la Federación de Estudiantes de Hong Kong, miembros del profesorado, destacados estudiosos del derecho internacional y legisladores.  Señalaron que la decisión serviría de advertencia a otros académicos para que no se involucraran en políticas prodemocráticas y empañaría gravemente la reputación de Hong Kong en materia de libertad académica y excelencia educativa.  La facultad de Derecho también refutó las acusaciones contra Chan.   Billy Fung, presidente del sindicato de estudiantes, reveló detalles de la discusión al público y posteriormente fue expulsado del consejo..

## Campus

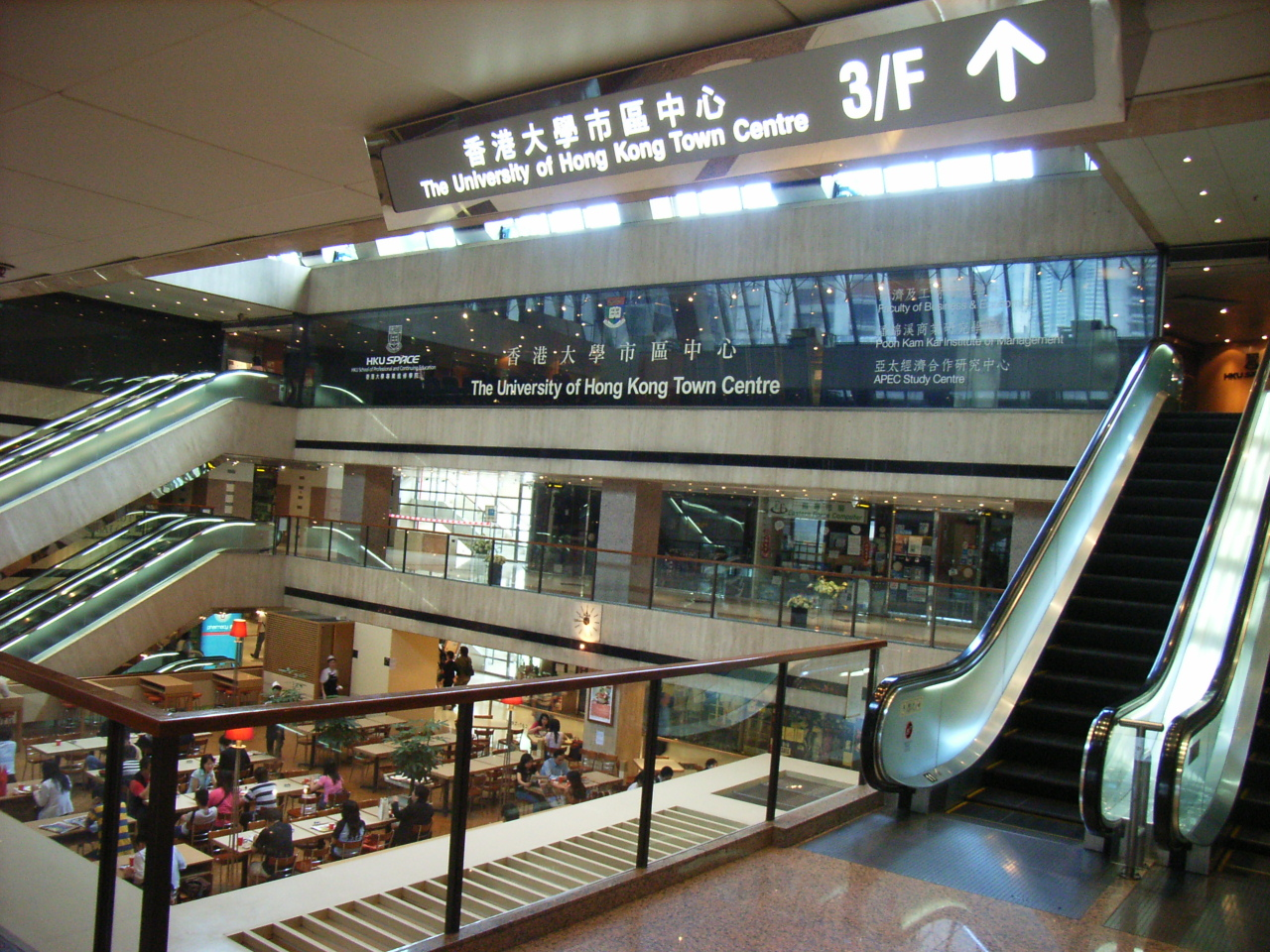

El campus principal de la universidad abarca 160.000 metros cuadrados de terreno en Bonham Road y Pok Fu Lam Road, Mid-levels en la Isla de Hong Kong. los edificios de HKU son algunos de los pocos ejemplos que quedan de la arquitectura colonial británica en Hong Kong.

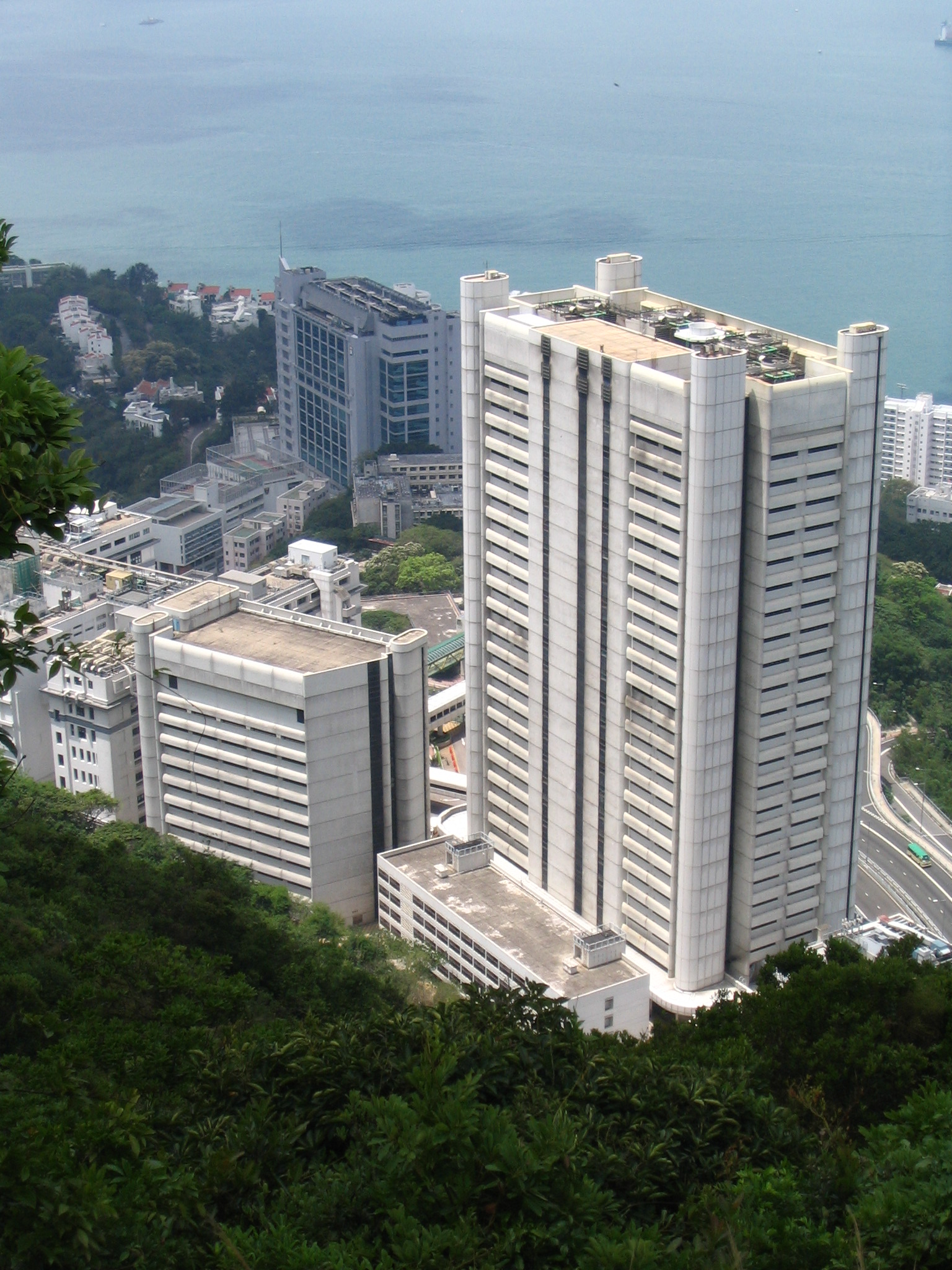

La Facultad Li Ka Shing de Medicina se encuentra a 4,5 kilómetros al suroeste del campus principal, en el Distrito Sur, cerca de Sandy Bay y Pok Fu Lam. El campus médico incluye el Hospital Queen Mary, el edificio William Mong MW e instalaciones de investigación. La Facultad de Odontología se encuentra en el Prince Philip Dental Hospital, Sai Ying Pun.
La universidad también opera el Kadoorie Agricultural Research Center, que ocupa 95.000 metros cuadrados de tierra en los Nuevos Territorios, el Swire Institute of Marine Science en el extremo sur de la Península d'Aguilar en la isla de Hong Kong.

## Unidades académicas
La universidad cuenta con 10 facultades y una serie de unidades académicas que ofrecen programas de estudio y cursos para estudiantes.
School of Professional and Continuing Education (SPACE)
HKU SPACE fue creado en 1956 para proporcionar diferentes niveles de educación continua sobre una amplia gama de temas, por ejemplo, cursos de idioma japonés y cursos de idioma mandarín. HKU SPACE ejecuta sus programas sin el subsidio del Gobierno de Hong Kong y recientemente se ha convertido en un colegio de tipo comunidad-institución, algo similar a los colegios de comunidad en los EE. UU.

## Bibliotecas
Se estableció en 1912 y es la biblioteca académica más antigua en Hong Kong con más de 2,3 millones de tomos. Si bien el número total de volúmenes físicos ha estado creciendo, la colección electrónica también se ha expandido rápidamente. Un catálogo en la web de la biblioteca, DRAGON Archivado el 2 de marzo de 2018 en Wayback Machine., le permite a uno buscar libros de HKUL, revistas y otros recursos.
HKUL ahora comprende la Biblioteca Central y seis sucursales de bibliotecas especializadas, la de Odontología, Educación, Fung Ping Shan (idioma de Asia oriental), Yu Chun Keung Medical, Lui Che Woo Law y la biblioteca de música. Están ubicados en edificios en todo el campus con distintos horarios de apertura.
Facultades
- Facultad de Arquitectura[23]
- Facultad de Artes Archivado el 25 de diciembre de 2015 en Wayback Machine.
- Facultad de Negocios y Economía
- Facultad de Odontología
- Facultad de Educación
- Facultad de Ingeniería
- Facultad de Ley
- Li Ka Shing Faculty of Medicine
- Facultad de Ciencia
- Facultad de Ciencias Sociales

## Personas afiliadas a HKU
Siendo la más antigua y la única universidad en Hong Kong durante décadas, la Universidad de Hong Kong ha educado a muchas personas notables. Uno de ellos fue el Dr. Sun Yat-sen, presidente fundador de la República de China, quien se graduó de la Escuela de Medicina de Hong Kong.

## Desarrollos futuro
En 2003, el panel de gestión de HKU presentó un plan de desarrollo estratégico con el objetivo de colocar a HKU en una posición aún mayor entre las mejores universidades del mundo en la próxima década.
La Universidad construirá un nuevo campus, el Centennial Campus, al oeste del campus principal. La construcción del CCentennial Campus comenzó en 2008, y se completó en 2011.
Además por el incremente en investigación académica y desarrollo, HKU también pretende promover la educación continua para el público, a través de mejores vínculos entre la Universidad y la School of Professional and Continuing Education (SPACE).